# Viira (Muhu)
Koordinaten: 58° 36′ N, 23° 13′ O

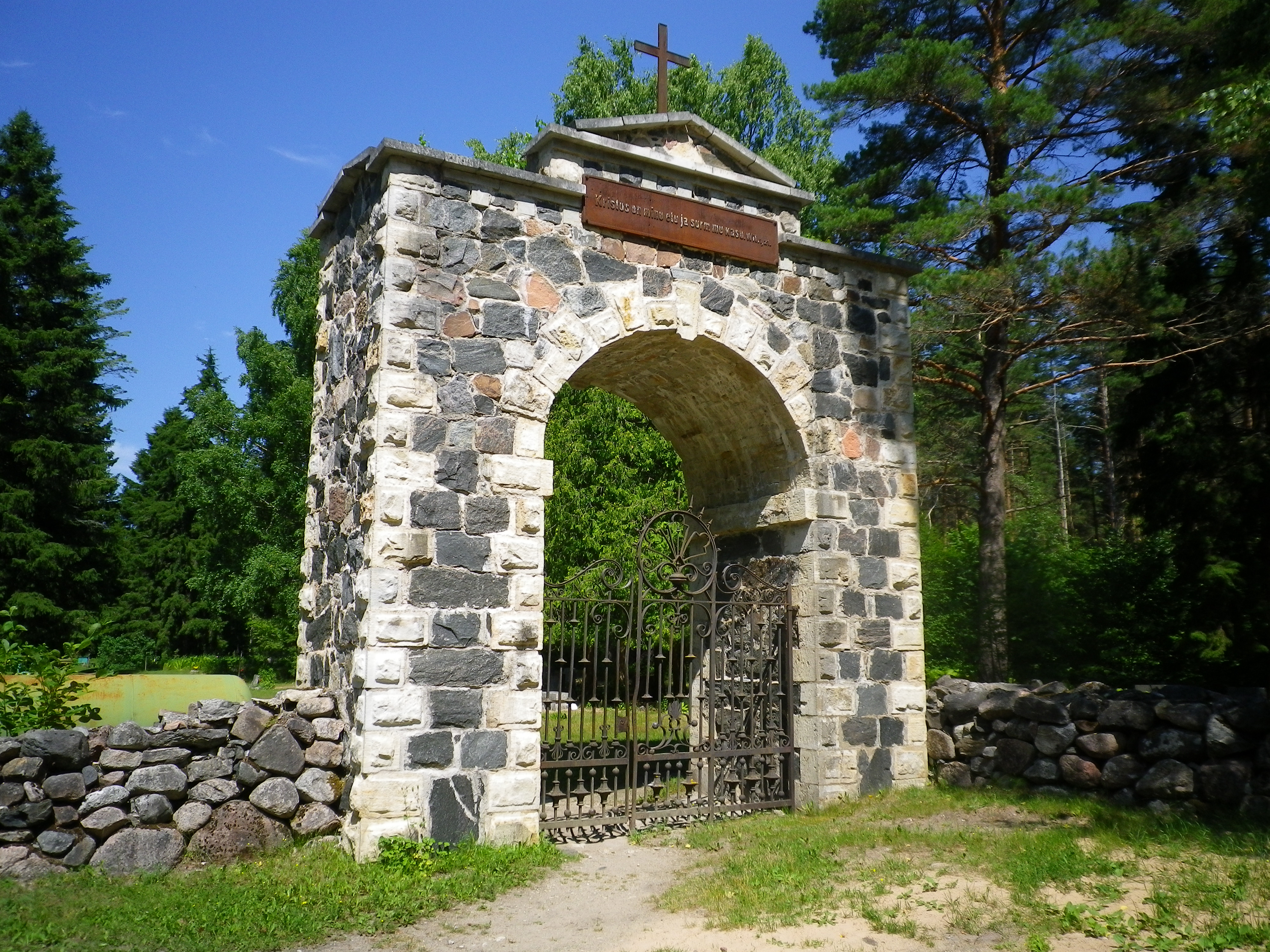
Eingangstor zum Friedhof von Muhu

Viira (deutsch Wiiraküla) ist ein Dorf (estnisch küla) auf der drittgrößten estnischen Insel Muhu. Es gehört zur gleichnamigen Landgemeinde (Muhu vald) im Kreis Saare (Saare maakond).

## Einwohnerschaft und Lage
Der Ort hat 50 Einwohner (Stand 31. Dezember 2011). Er liegt zwölf Kilometer nordwestlich des Fährhafens Kuivastu.

## Friedhof von Muhu
In Viira befindet sich der lutherische Friedhof von Muhu (Muhu kalmistu).
Dort liegt u. a. der Schriftsteller, Übersetzer, Küster und Schullehrer Carl Wilhelm Freundlich (eigentlich Carl Wilhelm Henrikson, 1803–1872) begraben.